# Charles Macklin

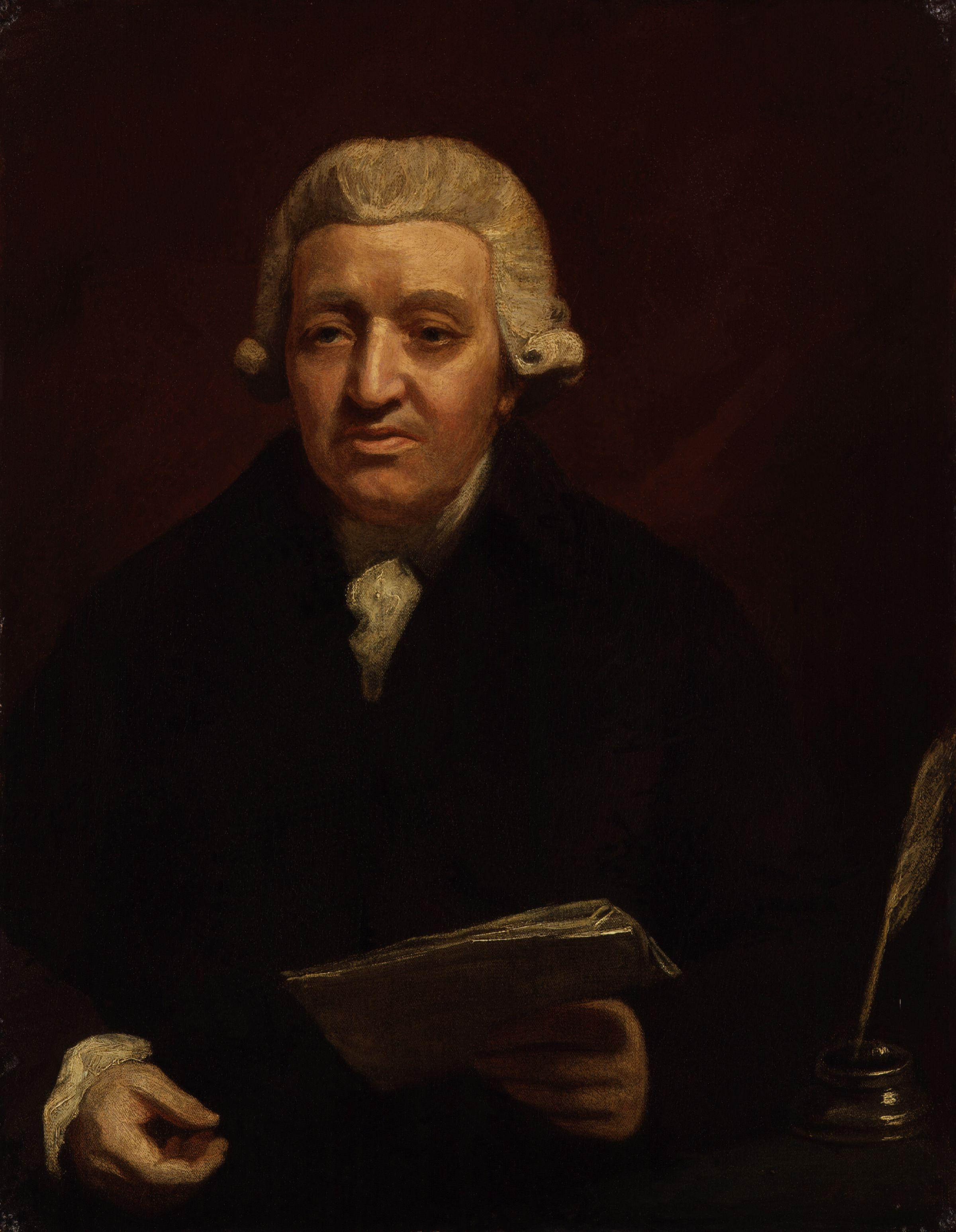
Charles Macklin, porträtt av John Opie från omkring 1792.

Charles Macklin, född 26 september 1699, död 11 juli 1797, ursprungligen Cathal MacLochlainn (eller Charles McLaughlin på engelska), var en skådespelare och dramatiker från Culdaff, en by som ligger på halvön Inishowen i Irland. Macklin började sin karriär som skådespelare i Bristol. Han ansågs vara en av de mest framstående skådespelarna under sin tid, och spelade både tragedi och komedi. Mest berömd blev han för sin roll som Shylock i Köpmannen i Venedig. Han är också känd för att ha mördat en man i samband med ett gräl över en peruk på Drury Lane-teatern, han åtalades men fick inget straff.

## Bakgrund
Macklin tros vara född på Irland 1699 och flyttade till England antingen 1725 eller 1726 – olika källor uppger olika födelsedatum. Enligt hans egna ord var han född "under det sista året av förra seklet", vilket skulle betyda att han var född 1699. Enligt Thomas Kirkman och William Cooke i Eminent Actors, ska William MacLochlainn, fader till Charles Macklin, fått en dotter och en son, födda två månader före slaget vid Boyne, som ägde rum 1690. The Monthly Mirror, från februari 1796, ett år före hans död, uppgav att "Macklin, enligt detta uttalande måste [...] vara 106 år, eller däromkring", men om man utgår från att han föddes 1699 så var han inte mer än 97 år gammal. Hans familjenamn var McLaughlin, men han ändrade det till Macklin för den engelska scenen. Han fann arbete som skådespelare i London, men hans breda accent var ett hinder för framgång. Han kunde således inte hitta ett stadigt teaterhem förrän han spelade en liten roll i Henry Fieldings Coffee-House Politician i Lincoln's Inn Fields år 1725. Efter detta började han arbeta för Drury Lane-teatern, som skådespelare och som regissör tillsammans med James Quin. Deras förhållande var professionellt, men fullt av fientlighet. Macklin ägnade en stor del av sina memoarer åt den oenighet som rådde mellan honom och Quin. Macklin medger i dem att "ingenting annat än behovet av verksamheten någonsin skulle få dem att umgås tillsammans". Efter ett antal meningsskiljaktigheter under år 1741–42 så bestämde sig Macklin och nästan hela Drury Lane-verksamheten för att försöka finna arbete någon annanstans.

## Shylock och andra roller
Macklins viktigaste roll, den som gav honom stjärnstatus i sjuttonhundratalets London, var Shylock i Köpmannen i Venedig. Under flera decennier var den populära versionen av pjäsen en "fast" text av George Granville, med titeln Juden i Venedig. I den har många roller utökats, medan Shylock och andra roller förkortas. Sjuttonhundratalets publik var vana vid att se en komisk Shylock, ofta klädd i en röd peruk och en stor näsa, liknande commedia dell'arte figuren Pantalone.
Macklin ville spela denna karaktär på ett annorlunda sätt. Macklin återvände inte till Shakespeares manus, men han gjorde sina egna ändringar i Shakespeares manus som låg mycket närmare originalet än Granvilles text, och istället för att gestalta Shylock som en typisk komisk och narraktig Pantalone, gjorde Macklin research inför sin roll. Han studerade Josefus Antiquitates Judaicae, och observerade det judiska folket i London. Han lärde sig att italienska judar, särskilt från Venedig, var kända för att bära röda hattar, så han tog det som en grund för sin dräkt. Hans gestaltning av Shylock var mörkare än Granvilles, en karaktär som samtidigt var både seriös och mycket satirisk.
Slutligen kom premiär. Trofastheten till Shakespeares ursprungliga avsikt för karaktären, kombinerat med Macklins revolutionerande metod att försöka sig på ett visst sken av realism i framförandet, resulterade i applåder. Macklin själv sade "när jag kom tillbaka till logen efter det att pjäsen var över, var där trångt med adel och kritiker, som alla komplimenterade mig på det varmaste och mest gränslösa sätt". George II av Storbritannien såg pjäsen och blev så rörd att han inte kunde somna den natten. En åskådare i publiken berömde insatsen med orden "This is the Jew / That Shakespeare drew".
Många försökte kopiera Macklins framförande av Shylock, men ingen av de sex aktörer som försökte sig på rollen på den rivaliserande Covent Garden-teatern från 1744 till 1746 kunde matcha Macklins lovord som han hade fått för sin Shylock. Macklin själv lyckades heller inte överträffa sin prestation som Shylock. Han hade en varierad karriär, fylld med minst 490 roller, men ingen av dem kom ens i närheten av tumultet som hans Shylock orsakat. Även hans två närmsta lovordade roller från The Confederacy och Love for Love, var roller som syftade till att efterlikna Shylock. Han spelade Shylock under nästan femtio år, liksom Jago i Othello och spöket i Hamlet. I Ben Jonsons Volpone, spelade han Mosca. Han var skaparen av Sir Pertinax Macsycophant, en berömd burlesk karaktär, och han spelade Macbeth på Royal Opera House 1772, i en produktion med autentiska skotska kostymer.
Tillsammans med David Garrick, hans elev och vän, revolutionerade Macklin skådespeleriet på 1700-talet. Garrick och Macklin föll slutligen isär i mitten av 1740-talet, beroende på en motgång i Macklins karriär samtidigt som Garrick drev sin egen karriär. Macklin, som då var scenchef på Drury Lane, deltog i en skådespelarstrejk. När aktörerna, ledda av Garrick, tvingades att acceptera ägarens villkor var de tvungna att överge Macklin, som i egenskap av scenchef snarare borde ha dämpat aktörernas strejk än att delta i den. Macklin kände sig förrådd av Garrick och av de andra aktörerna.
Macklin lämnade scenen år 1753, efter detta öppnade han en krog där han gav en nattlig föreläsning följd av en debatt, som Macklin kallade för brittiska inkvisitionen. Kvällen började med en föreläsning av Macklin. Enligt vissa historier hävdade Macklin att han hade ett sådant bra minne att han kunde recitera vilket tal som helst efter att endast ha läst igenom det en gång. Som en utmaning, skrev Samuel Foote The Great Panjandrum, en nonsensdikt avsedd att vara särskilt svårt att memorera. Ordet panjandrum har sedan hittat in i det engelska språket.
Macklin återvände till scenen, men gick till slut i pension 1789, då han förstod att han inte längre mindes hela delen av Shylock. Han levde ytterligare åtta år, med stöd från intäkterna från två av sina bästa pjäser The Man of the World och Love in a Maze.

## Skrivet
Macklin skrev många teaterpjäser, bland annat Love a la Mode (1759), The School for Husbands, or The Married Libertine (1761), och The Man of the World (1781). The True-Born Irishman (1763) var framgångsrik i Irland, men inte i England.

## Äktenskap
Charles Macklin gifte sig med sin forna älskarinna Ann Grace 1739. Deras dotter, Mary Macklin (cirka 1734 till 1781), var en välkänd skådespelerska i sin egen tid. Hans fru dog i december 1758. Han gifte sig igen nästa år, med Elizabeth Jones.

## Juridiska problem
Macklin levde ett stormigt liv och var ofta inblandad i rättsprocesser. Ibland agerade han som sin egen advokat. År 1735 grälade han med en kollega vid namn Thomas Hallam, som han av misstag dödade genom att sticka sin käpp genom Hallams öga. De hade grälat över en peruk medan de utförde en ny fars, Trick for Trick. Händelsen inträffade i scenrummet på Drury Lane-teatern, inför många vittnen och Macklin, som efter det plötsliga anfallet, var ledsen över vad han gjort ordnade en läkare som skötte om Hallam. Tyvärr hade käppen genomborrat Hallams öga och gått in i hans hjärna och han dog en dag senare. Macklin åtalades för mord. Han genomförde sitt eget försvar, och kom, fast han inte frikändes från skuld, undan med dråp. Straffet för dråp var att stämpla bokstaven "M" på handen, dock inte med ett varmt utan med ett kallt järn. Men det finns inga bevis på att detta straff faktiskt verkställdes i Macklins fall. Han hotades med avsked från teatern men istället så betalade han för sitt brott.

## Död

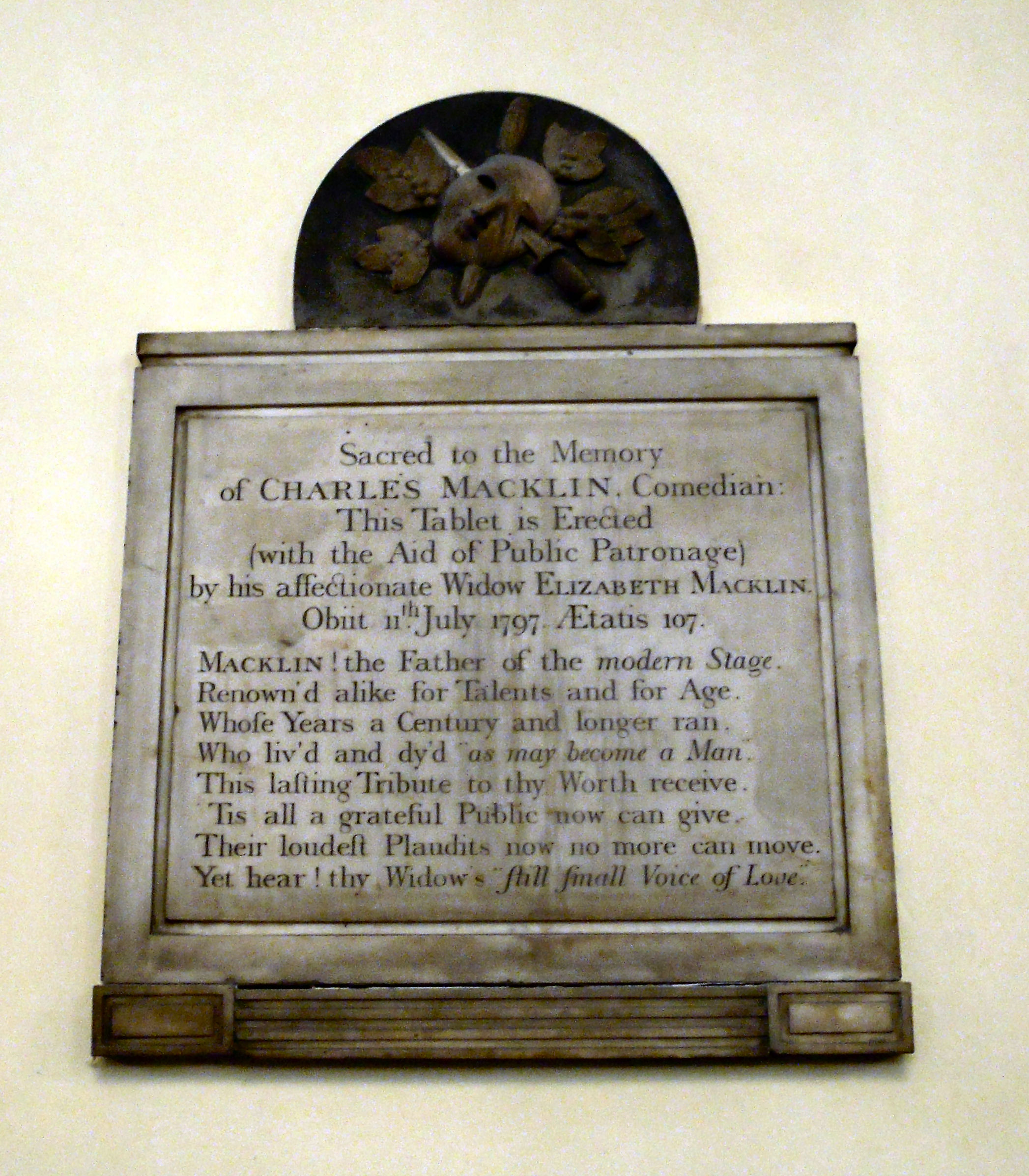
Macklins minnestavla i St Pauls kyrka i Covent Garden.

Macklin levde ett långt liv och kan ha dött som en hundraåring, även om det inte är utan tvekan. Hans andra hustru angav hans födelseår som 1690 för den minnestavla som finns uppsatt i St Pauls kyrka i stadsdelen Covent Garden i London, något som skulle innebära att han var 107 år vid sin död, men andra har föreslagit att han föddes 1699 eller 1710. Hans minnestavla visar en dolk som genomborrar ögat i en teatermask, en sorglig hänvisning till hans gräl med Thomas Hallam.
Macklins minne består än idag i hans hemtrakt Inishowen, där Charles Macklins höstskola hålls varje år i oktober i byn Culdaff.